# Labarum

Labarum.

Chi-Rho.

Labarum (grekiska: λάβαρον) var ett militärt standar med kristusmonogrammet ☧ (XP). Labarum instiftades av den romerske kejsaren Konstantin den store (regeringstid 306–337). Konstantin fortsatte emellertid att kalla sig Pontifex Maximus, en titel som då ännu hörde till den klassiska romerska religionen. Detta har tolkats som om att Konstantin över huvud taget inte var kristen och att han bara hade politiska intressen att engagera sig i kristendomen. En konsekvens av detta är i så fall att denna symbol ursprungligen inte alls var ett kristusmonogram.
Ordets ursprungliga etymologi är oklar. Enligt Lactantius De mortibus persecutorum ("Om förföljarnas död") ska Konstantin ha sett detta tecken i en dröm samtidigt som han hört en röst säga "I detta tecken ska du segra" (In hoc signo vinces). Då han vaknade lät han sina soldater bära tecknet på sina sköldar varpå han segrade över sin rival Maxentius i slaget vid Pons Mulvius den 28 oktober 312.

## Ursprung
Även om de olika källorna som beskriver denna uppenbarelse inte är ense om ordets mytologiska ursprung, tillskriver de det undantagslöst en stor betydelse. Eusebios av Caesarea som skrev på grekiska, var den biskop som först utförligt beskrev den tidiga kristendomens historia och han gav två alternativa beskrivningar till Konstantins vision:
1. Enligt Historia ecclesiae ("Kyrkans historia") ska kejsaren ha fått sin vision då han färdades från Gallien till Rom, långt innan sammandrabbningen med Maxentius. Orden som åtföljde symbolen ska då ha varit "Εν τουτο νικα", ("Med detta, segra!")
2. I sin hagiografi över Konstantin (Vita Constantini 337–339) fick kejsaren uppenbarelsen då de två arméerna stod inför varandra vid Pons Mulvius. Enligt denna version ska kejsaren ha dragit sig till minnes det tragiska öde som brukade drabba de arméer som åkallade hjälp från många olika gudar och därför ha beslutat att bara be om "den ende gudens" beskydd. Vid middagstid såg Konstantin ett ljuskors ovanför solen med inskriptionen "In hoc signo vinces" intill. Miraklet ska inte bara ha beskådats av Konstantin själv utan av samtliga 40 000 soldater. Följande natt uppenbarade sig Kristus för kejsaren i en dröm för att uppmana honom att tillverka en avbild av det tecken han sett vilket skulle ge honom det beskydd han behövde i striden.

Förmodligen kände Eusebios att han behövde säkerställa mytemets trovärdighet då han i sin Vita skrev att Konstantin berättat historien för honom personligen "och bestyrkte den med eder" i slutet av sitt liv "då jag ansågs värdig hans sällskap". "Säkerligen", skrev Eusebios, "hade det inte varit lätt att acceptera denna historia om någon annan berättat den". 

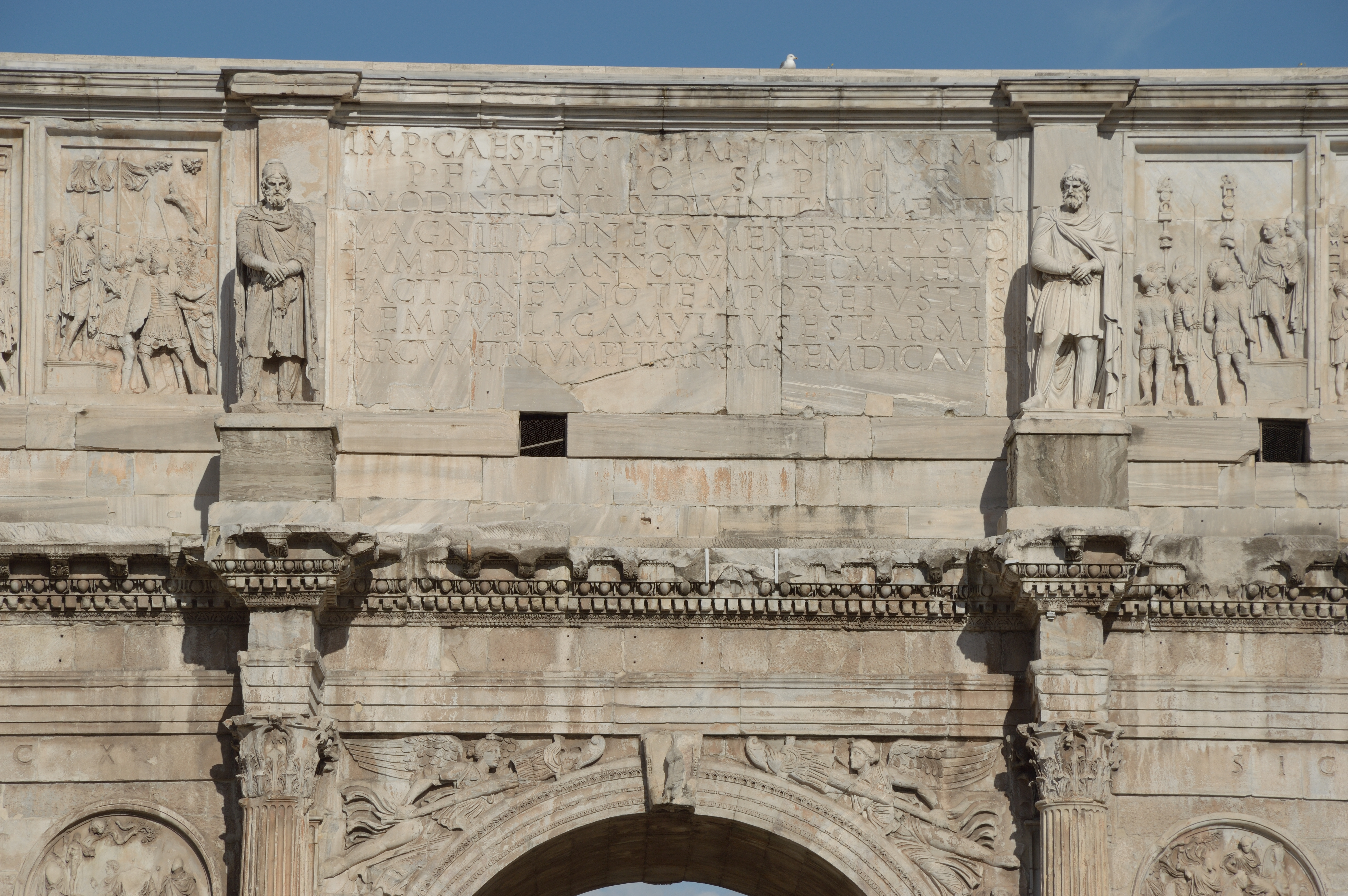
Konstantinbågens dedikationsinskription.

Bland alla soldaterna som finns avbildade på Konstantinbågen, som uppfördes bara tre år efter slaget, återfinns dock inte något labarum eller något annat som ger en antydan om det mirakel som Eusebios försäkrar att så många bevittnat. Eftersom som triumfbågen uppfördes just som en del i en politisk propagandakampanj tycks det märkligt att man skulle ha missat tillfället att infoga detta mirakel. En inskription på monumentet berättar att Konstantin räddat romerska riket (res publica) INSTINCTU DIVINITATIS MENTIS MAGNITUDINE ("genom gudomlig försorg och stor klokhet"). Vilken gud som bidragit till denna bedrift framgår dock inte, men Apollo-Sol Invictus, som också återfinns i Mithras-kulten, förekommer på frånsidan på de mynt Konstantin lät prägla under samma tid.
Eusebios skriver också i sin Historia ecclesiae, att Konstantin, efter sitt triumfartade intåg i Rom, lät uppföra en staty över sig själv med "frälsarens symbol (det vill säga korset) i sin högra hand". Någon annan källa som nämner ett sådant monument finns inte.
I medeltidens konst lyser symbolen med sin frånvaro, men den dök upp igen under renässansen och senare under olika klassiska perioder tillsammans med inskriptionen i himlen.
Sedan dess är det en mycket vanlig kristen symbol, ett kristusmonogram. Vissa kristna har dock avfärdat det som en hednisk symbol för solen eller en solgud. De menar att de tidigaste kristna aldrig använde symbolen och att den först förekommer på sarkofager under 200-talet. Att labarum verkligen var en symbol för kristendomen antyder dock det faktum att Julianus Apostata (361–363), kejsaren som konverterade från kristendomen till den klassiska hedendomen, tog bort symbolen från sina insignier och att hans kristna efterträdare återinförde det.
Unicode-värdet för chi-rho-symbolen är U+2627 (☧).